# Acid inosinic
Inosinic acid hoặc inosine monophosphate (IMP) (C10H13N4O8P)là một nucleoside monophosphate. Được sử dụng rộng rãi như một chất tăng hương vị, nó thường được lấy từ các sản phẩm phụ của gà hoặc chất thải công nghiệp thịt khác. Acid inosinic rất quan trọng trong quá trình trao đổi chất. Nó là ribonucleotide của hypoxanthine và nucleotide đầu tiên được hình thành trong quá trình tổng hợp purine. Nó được hình thành do sự khử amin của adenosine monophosphate bởi AMP deaminase, và bị thủy phân thành inosine. IMP là một monophosphate trung gian ribonucleoside trong chuyển hóa purine. Enzym deoxyribonucleoside triphosphat pyrophosphohydrolase, mã hóa bởi YJR069C ở Saccharomyces cerevisiae và chứa (d) ITPase và (d) XTPase hoạt động, thủy phân triphosphate inosine (ITP) phát hành pyrophosphate và IMP.
Các dẫn xuất quan trọng của acid inosinic bao gồm nucleotide purine được tìm thấy trong acid nucleic và adenosine triphosphate, được sử dụng để lưu trữ năng lượng hóa học trong cơ và các mô khác.
Trong ngành công nghiệp thực phẩm, acid inosinic và các muối của nó như disodium inosinate được sử dụng làm chất tăng cường hương vị. Nó được gọi là tham chiếu số E E630

## Tổng hợp vô sinh
Quá trình tổng hợp inosine rất phức tạp, bắt đầu bằng 5-phosphoribosyl-1-pyrophosphate (PRPP). Trong bước đầu tiên, một nhóm amino được cung cấp bởi glutamine được gắn vào carbon 1 của PRPP. Phân tử thu được là 5-phosphoribosylamine, rất không ổn định, thời gian bán hủy là 30 giây ở pH sinh lý. 5-Phosphoribosylamine thu được một amino acid (glycine), trở thành glycinamide ribonucleotide (GAR). Sau đó, N10-formyltetrahydrofolate (tetrahydrofolate) chuyển một nhóm formyl thành glycinamide ribonucleotide để tạo thành ribonucleotide formyl glycinamide (FGAR). 

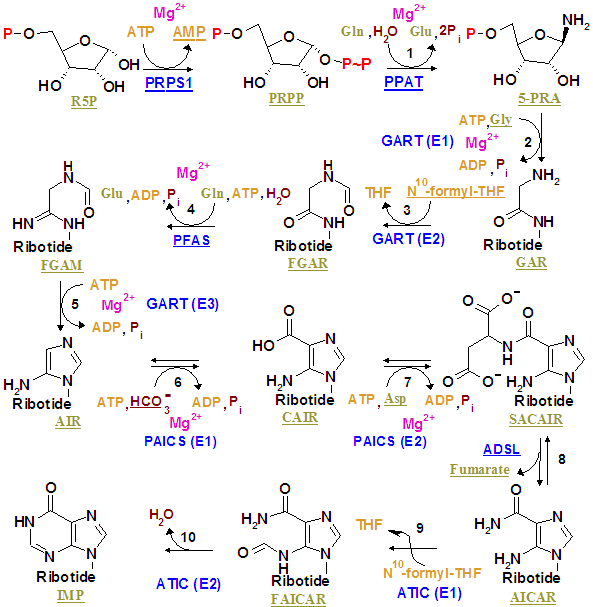
Hình này cho thấy con đường được mô tả: Tổng hợp IMP.

Sử dụng phân tử ATP, glutamine tặng một amonia   phân tử được thêm vào hợp chất tạo thành formylglycinamidine ribonucleotide. Một phân tử ATP khác gây ra phản ứng liên phân tử tạo ra vòng imidazole (5-aminoimidazole ribonucleotide).
Bước tiếp theo của con đường là thêm bicacbonat để tạo ra carboxyaminoimidazole ribonucleotide bằng cách sử dụng ATP (nó chỉ xảy ra ở nấm và vi khuẩn; eukaryote cao chỉ cần thêm CO 2 để tạo thành ribonucleotide). Sau đó, phosphatise nhóm carboxylate của imidazole và thêm aspartate.
Quá trình sáu bước này liên kết glycine, formate, bicacbonat, glutamine và aspartate để dẫn đến một chất trung gian có chứa gần như tất cả các nguyên tử cần thiết để tổng hợp vòng purine. Chất trung gian này loại bỏ fumarate, và một nhóm formyl thứ hai từ acid tetrahydrofolic (THF) được thêm vào. Các hợp chất được chu kỳ và hình thành inosinate  sau một loại phản ứng liên phân tử. Inosinate là chất trung gian đầu tiên trong con đường tổng hợp này có toàn bộ vòng purine.
Các enzyme tham gia tổng hợp IMP tạo thành phức hợp đa phức trong tế bào. Bằng chứng chứng minh rằng có các enzyme đa chức năng, và một số trong số chúng xúc tác các bước không tuần tự trong quá trình này.

## Adenylate (AMP) và guanylate (GMP) đến từ inosinate
Trong một vài bước, inosinate trở thành AMP hoặc GMP. Cả hai hợp chất là RNA nucleotide. AMP khác với sự vô sinh bằng cách thay thế carbon-6 carbon của IMP bằng một nhóm amino. Sự xen kẽ của AMP và IMP xảy ra như là một phần của chu trình nucleotide purine. GMP được hình thành từ quá trình oxy hóa inosine thành xanthylate (XMP), và sau đó thêm một nhóm amino trên carbon 2. Chất nhận hydro trong quá trình oxy hóa inosine là NAD +. Cuối cùng, carbon 2 thu được nhóm amino bằng cách tiêu tốn một phân tử ATP (trở thành AMP + 2Pi). Trong khi tổng hợp AMP yêu cầu GTP, tổng hợp GMP sử dụng ATP. Sự khác biệt đó cung cấp một khả năng quy định quan trọng. 

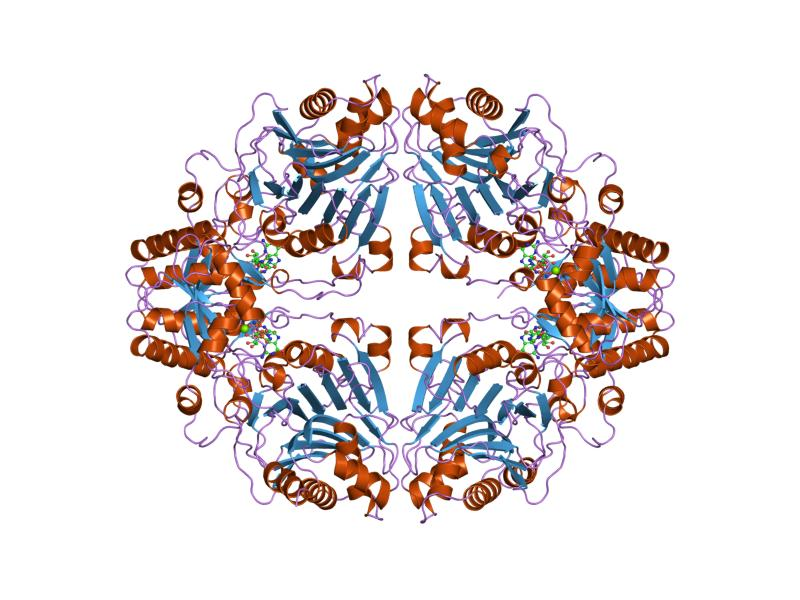
Glutamine-PRPP-amidotransferase

## Inosinate tham gia vào quá trình sinh tổng hợp nucleotide purine
Inosinate và nhiều phân tử khác ức chế sự tổng hợp 5-phosphorybosilamine từ 5-phosphoribosyl-1-pyrophosphate (PRPP), vô hiệu hóa enzyme xúc tác phản ứng: glutamine-5-phosphoribosyl-1-pyrophosphate-amide. Nói cách khác, khi nồng độ inosine cao, glutamine-5-phosphoribosyl-1-pyrophosphate-amidotransferase bị ức chế, và do đó, mức độ inosine giảm. Ngoài ra, kết quả là adenylate và guanylate không được sản xuất, điều đó có nghĩa là quá trình tổng hợp RNA có thể được hoàn thành do thiếu hai nucleotide RNA quan trọng này.

## Các ứng dụng
Acid inosinic có thể được chuyển đổi thành các loại muối khác nhau , bao gồm disodium inosinate (E631), dipotali inosinate (E632) và calci inosine (E633). Ba hợp chất này được sử dụng làm chất tăng cường hương vị cho vị umami vị cơ bản với hiệu quả tương đối cao. Chúng chủ yếu được sử dụng trong súp, nước sốt và gia vị để tăng cường và cân bằng hương vị của thịt.